# East Hereford
East Hereford est une municipalité du Québec, située dans la MRC de Coaticook en Estrie.

## Toponymie
« Le canton de Hereford ayant été proclamé en 1800, une municipalité devait être créée en 1845 sous une dénomination identique. Abolie en 1847, elle devait être rétablie en 1855 sous le statut de municipalité de canton. Entre 1855 et 1986, la municipalité de canton a subi bien des amputations, quelques désignations ayant retenu la forme Hereford, dont Saint-Venant-de-Hereford. Cette appellation a été modifiée en 1986 par l'ajout du point cardinal East, lequel figurait depuis 1853 dans le nom du bureau de poste local et qui marque la position de l'entité dans la partie est du canton, et par la substitution du statut de municipalité sans autre désignation à celui de municipalité de canton. L'une et l'autre entité font allusion à une ville et à un comté homonymes de l'Angleterre ».

## Géographie
« La municipalité d'East Hereford a été constituée en 1855. Elle couvre une superficie de 71,56 kilomètres carrés, près de la frontière américaine ».

## Démographie
| 1991 | 1996 | 2001 | 2006 | 2011 | 2016 | 2021 |
| ---- | ---- | ---- | ---- | ---- | ---- | ---- |
| 345  | 317  | 323  | 401  | 306  | 269  | 282  |

## Administration
Les élections municipales se font en bloc pour le maire et les six conseillers.
| East Hereford Maires depuis 2001                                                                                     |                    |         |          |
| Élection | Maire              | Qualité | Résultat |
| 2001 | Richard Belleville |         | Voir     |
| 2005 | Richard Belleville | Voir    |          |
| 2009 | Richard Belleville | Voir    |          |
| 2013 | Richard Belleville | Voir    |          |
| 2017 | Marie-Ève Breton   |         | Voir     |
| 2021 | Benoit Lavoie      |         | Voir     |
| Élection partielle en italique Depuis 2005, les élections sont simultanées dans toutes les municipalités québécoises |                    |         |          |

## Attraits touristiques

### Circuits Découverte
Depuis 2004, la municipalité d'East Hereford fait partie du Circuit Découverte, Par monts et poésie, qui permet aux visiteurs de découvrir les différents attraits des municipalités de Saint-Malo, Saint-Venant-de-Paquette et East Hereford.
Les attraits patrimoniaux d'East Hereford comme son site d'interprétation des sapins de Noël et ses entreprises y sont présentés.

### La Voie des Pionniers
Depuis son lancement en 2010, la Voie des pionniers compte un arrêt à East Hereford. En effet, la Table de concertation culturelle de la MRC de Coaticook, créatrice du projet, et les responsables de la municipalité ont choisi d'intégrer, à son tracé, la silhouette de Thomas Van Dyke.
Situé près de la tour d'observation, le personnage de M. Van Dyke raconte sa vie d'entrepreneur forestier, ainsi que les aléas du commerce frontalier.